# Striedenkopf (Kreuzeckgruppe)
Der Striedenkopf ist nach dem Polinik der zweithöchste Gipfel der Kreuzeckgruppe im österreichischen Bundesland Kärnten. 

## Lage
Der Striedenkopf liegt im wenig begangenen nördlichen Teil der Kreuzeckgruppe, etwa in der Mitte zwischen dem Polinik im Nordosten und dem Kreuzeck Höhenweg im Süden.
Sein Gipfel liegt im Schnittpunkt der drei Gemeinden Stall, Obervellach und Reißeck. 

## Anstieg
Da es keine markierten Wege auf den Striedenkopf gibt, ist der Anstieg nur für erfahrene und trittsichere Wanderer mit gutem Orientierungssinn zu empfehlen.

### Anstieg vom Wöllabachtal
Startpunkt für diese Wanderung ist das Kraftwerk am Wöllabach. Dieses erreicht man von Stall im Mölltal aus, indem man im östlichen Ortsteil Pußtratten von der Bundesstraße nach Süden abzweigt und der asphaltierten Straße bis auf knapp über 1000 Höhenmetern folgt. Hier überquert man den Wöllabach und folgt erst der Forststraße und nach der Steinwandalm dem Steig nach Osten, der die Forststraße mehrfach quert. Auf der Steinwander Hochalm (2030 m) hält man sich rechts und steigt in südöstlicher Richtung auf den Gipfel.

### Anstieg vom Teuchltal
Ausgangspunkt ist der Parkplatz beim Gasthof Alpenheim. Dazu zweigt man zwischen Napplach und Penk von der Mölltal Straße B106 nach Westen ab und fährt die asphaltierte Straße ins Teuchlbachtal nach Teuchl und weiter zum Gasthof Alpenheim. Vom Parkplatz folgt man dem markierten Weg Richtung Feldnerhütte bis zur nicht bewirtschafteten Bärenkopfhütte auf 2002 Höhenmetern. Knapp danach verlässt man den markierten Weg nach rechts und steigt im Gelände erst kurz nach Westen und dann Richtung Norden Richtung Striedenkopf auf. Entweder man geht direkt über die steile Südostflanke auf den Gipfel oder weiter rechts haltend erst auf den 2639 Meter hohen Vorgipfel und dann den Kamm nach Westen auf den Striedenkopf. Beim Aufstieg quert man den markierten Weg von der Feldnerhütte zum Polinik.

## Hütten, Stützpunkte
Die nächsten Stützpunkte sind: 
- Feldnerhütte: Alpenvereinshütte mit 9 Betten, 30 Lagerplätzen und einem Winterraum südlich des Striedenkopfs.[5]
- Polinikhütte: Alpenvereinshütte im Nordosten des Gipfels mit 15 Betten und 20 Matratzenlagerplätzen.[6]
- Gasthof Alpenheim: Gasthaus im Teuchltal, das von Napplach im Mölltal aus erreicht wird.[7]